# 3510 Veeder
3510 Veeder è un asteroide della fascia principale. Scoperto nel 1982, presenta un'orbita caratterizzata da un semiasse maggiore pari a 2,5463458 UA e da un'eccentricità di 0,1280886, inclinata di 5,68751° rispetto all'eclittica.